# Гіндал Мірза
Гіндал Мірза (перс. هندل میرزا; нар. 4 березня 1519 — 20 листопада 1551) — державний та політичний діяч Імперії Великих Моголів. Ім'я перекладається з фарсі як «Той, що захоплює Індію». Повне ім'я Абу'л-Насир Мухаммад Гіндал Мірза.

## Життєпис
Походив з династії Тимуридів. Восьмий син Бабура, еміра Кабула і Кандагару, та Дільдар Ага-бегум (доньки Султана-Махмуд Мірзи, еміра Мавераннахру). Народився 1519 року в Кабулі. 1521 року разом з рідною сестрою Гульбадан-бегум був передані на виховання до Махам-бегум, головної дружини Бабура та матері його старшого зведеного брата Хумаюна, що відповідала традиціями Тимуридів. З підкоренням батьком Делі перебрався туди 1526 року. 1529 році призначено хакімом (намісником) Бадахшану. 1530 року призначено намісником Кабулу і Кандагару.
Гіндал був улюбленцем свого батька, коли Хумаюн втратив прихильність Бабура в останні роки його життя. Перед смертю 1530 року в Агрі Бабур відчайдушно просив побачити свого саме Гіндала (який на той час перебував у Кабулі), а не Хумаюна.
1531 року отримав від Хумаюна, що став падишахом, в управління Алват і Малву. Посада намісника Кабула і Кандагару перейшла до зведеного брата Камран Мірзи. Невдовзі отримав в якості джаґіра отримав Газні і Меват.
1534 року брав участь у військовій кампанії Хумаюна проти гуджаратського султана Бахадур-шаха. 1535 року призначено хакімом Гуджарату. Але він керував лише частиною колишнього султанату. Його родичі Касам Бега та Ядгара Насір Мірза отримали в управління володіння з центрами в Бхаручі (південь) та в Патані (північ) відповідно. 1536 року через неузгодженість дій могольське військо зазнало поразки від Бахадур-шаха. Гіндал Мірза не виявив завзяття, оскільки сподівався скористатися боротьбою Хумаюна проти Шер Шаха Сурі для захоплення влади.
У 1537 році одружився зі своєю стриєчною сестрою Султанам Бегум, весілля відбулося в Агрі. На честь цього було влаштувано великий бенкет, який описано у «Хумаюн-наме». Свято, відоме як «містичний бенкет», стало надзвичайною подією, і, за словами Гульбадан Бегум, воно було «найпрекраснішим і найцікавішим», на якому були присутні незліченні монархи-гості, а також придворні еміри. Гульбадан далі заявила, що такий весільний бенкет раніше не влаштовувався для жодних інших дітей Бабура.
Водночас підняв повстання родич Мухаммад султан Мірза, який зайняв Джаунпур і Каннаудж. В двох послідовних битвах біля Більграму і Каннаудж Гіндал Мірза здобув перемоги, змусивши заколотника тікати до князівства Куч-Біхар (східніше Бенгалії). За цим приєднався до Хумаюна, з яким виступив проти Шер Шаха Сурі. 1538 року вдалося захопити Бенгалію. Після цього Гіндало самовільно повернувся до Агри.
Тут оселився в палаці і поводився як падишах. Хумаюн послав поважного шейха Бахлула змусити того зменшити амбіції, але останній убив старого і почав уже відкритий заколот, наказавши згадувати в хуті своє ім'я і рушивши на Делі. У той же час Камран Мірза з 12-тисячним військом також рушив на Делі нібито з метою допомогти Хумаюну, але насправді з наміром захопити владу. При наближенні Камрана Хіндал Мірза залишив облогу Делі і відступив до Агри. Камран Мірза рушив вслід заа Гіндалом. Останній відступив до Алвара, але незабаром замирився з Камраном, приєднавшись до його війська. Брати вирушили на допомогу Хумаюну, але потім повернулися до Агри.
Брав участь у битвах біля Чауса (червень 1539 року) і Каннауджа (травень 1540 року), де Хумаюн зазнав поразок від Шер Шаха Сурі. За цим Гіндал Мірза разом з братом до Лахору, а звідти до Сінду. Влітку 1541 року неодноразово просив Хумаюна дозвіл напасти на місто Сехван в Сінді, але не отримував дозволу через переговори Хумаюна і Шаха-Хусейна. Зрештою посварився з Хумаюном, зі своїм загоном повернувся до Кандагару, де став фактично незалежним хакімом. Незабаром Камран Мірза вигнав Гіндала з Кандагару за те, що той відмовився читати хутбу на ім'я Камрана, Гіндал потрапив у полон, тривалий час мешкав у Кабулі практично під домашнім арештом.
У 1545 році Хумаюн з перським військом захопив Кандагар і Кабул. Гіндал здобув волю й решту життя незмінно зберігав йому вірність. 1551 року загинув у Нангархарі в одній з битв з Камран Мірзою. Поховано в Багх-Е Бабурі в Кабулі, біля ніг свого батька.